# Снісарь Володимир Іванович
Володимир Іванович Снісарь (* серпень 1953, Дніпропетровськ) — український лікар, педагог, декан факультету післядипломної освіти Дніпровського медичного університету, доктор медичних наук, професор кафедри анестезіології, інтенсивної терапії та медицини невідкладних станів факультету післядипломної освіти.

## Біографія
- Народився у серпні 1953 р. у місті Дніпропетровськ.
- У 1976 році з відзнакою закінчив педіатричний факультет Дніпропетровського медичного інституту, почав працювати анестезіологом у 3-й дитячій міській клінічній лікарні Дніпропетровська
- З 1979 по 1983 рр. навчався у заочній аспірантурі на базі кафедри анестезіології та реаніматології ДМІ (зав. кафедрою професор Л. В. Усенко).
- У 1985 році був обраний асистентом кафедри пропедевтики дитячих захворювань.
- З 1987 року був обраний асистентом кафедри неонатології ФУЛ,
- У 1989 році обраний на посаду доцента на кадедрі неонатології ФУЛ.
- З 1993 року — професор кафедри анестезіології та реаніматології ДМА (зав. кафедрою проф. Л. В. Усенко).
- 1995—1996 рр. — завідувач кафедри анестезіології та інтенсивної терапії з курсом ГБО для інтернів.
- З 2000 року — професор кафедри анестезіології, інтенсивної терапії і медицини невідкладних станів ФПО.
- З листопада 2004 року — декан факультету післядипломної освіти.

## Наукова діяльність
1. У 1984 році захистив кандидатську дисертацію на тему: «Вплив різних методів оксигенотерапії на функцію еритрона при дихальній недостатності на фоні ускладненої пневмонії у дітей до року».
2. У 1993 році захистив у Київському НДІ педіатрії, акушерства та гінекології АМН України докторську дисертацію «Шляхи формування адаптаційних механізмів киснево-транспортної функції крові та їх корекція при гіпоксичних станах новонароджених».
3. Широким є науковий інтерес професора В. І. Снісаря — проблеми психології у дитячій анестезіології, особливості анестезії та інтенсивної терапії у дітей різних вікових категорій.
4. Брав участь як доповідач на багатьох міжнародних, республіканських з'їздах, конференціях.
5. Член правління Дніпропетровської обласної і республіканської асоціацій лікарів анестезіологів.
6. Автор понад 240 друкованих наукових робіт як у нашій країні, так і за кордоном.
7. Співавтор 3 підручників і 4 наукових посібників для лікарів, 12 методичних рекомендацій, одного винаходу.

## Діяльність в сфері медицини
Володимир Іванович брав участь у розробці прийнятих в Україні стандартів і протоколів з невідкладних станів у педіатрії, є експертом Центру тестування з ліцензованого іспиту «Крок-3» для лікарів-інтернів при МОЗ України, неодноразово брав участь у створенні та первинному рецензуванні тестових завдань. Володимир Іванович — висококваліфікований дитячий анестезіолог. Лікувально-консультативну роботу виконує у відділеннях анестезіології, реанімації та інтенсивної терапії дітей і новонароджених обласної дитячої клінічної дитячої лікарні, проводить консультації у дитячих лікарнях міста та області.
Професор В. І. Снісарь — член Координаційної науково-педагогічної ради з післядипломної освіти МОЗ України, член спеціалізованої вченої ради Д.08.601.01 із захисту докторських дисертації з анестезіології, інтенсивної терапії та хірургії.

## Педагогічна робота
1. У своїй педагогічній роботі використовує багато іноваційних методик, що дозволяє лікарям та інтернам якісно засвоювати предмет:
  1. робота в малих групах;
  2. рольові ігри;
  3. моделювання клінічних ситуацій;
  4. предметно орієнтована дискусія;
  5. клінічні розбори експертних хворих;
  6. навчання за методикою «круглого стола».
2. Підготував 5 кандидатів медичних наук.
3. Нині під його керівництвом виконуються 3 кандидатські та 2 докторські дисертації.